# The Best Selection of First Moritaka 1987-1993
『The Best Selection of First Moritaka 1987-1993』（ザ・ベスト・セレクション・オブ・ファースト・モリタカ）は、1999年2月15日に森高千里が発表した2枚組ベスト・アルバム。

## 概要
- 1987年から1993年の、ワーナー時代のシングル曲20曲を収録したベスト・アルバム。

## 収録曲

### ディスク:1
1. NEW SEASON
2. オーバーヒート・ナイト
3. GET SMILE
4. ザ・ミーハー (スペシャル・ミーハー・ミックス)
5. ALONE
6. ザ・ストレス（ストレス中近東ヴァージョン）
7. 17才
8. だいて (ラスベガス・ヴァージョン)
9. 道
10. 青春

### ディスク:2
1. 臭いものにはフタをしろ!!
2. 雨
3. 勉強の歌
4. 八月の恋
5. ファイト!!
6. コンサートの夜
7. 私がオバさんになっても（シングル・ヴァージョン）
8. 渡良瀬橋
9. 私の夏
10. ハエ男（シングル・ヴァージョン）